# Cissus hypoglauca
Cissus hypoglauca es una  especie del género Cissus en la familia Vitaceae. Es una planta trepadora que se encuentra en Australia.

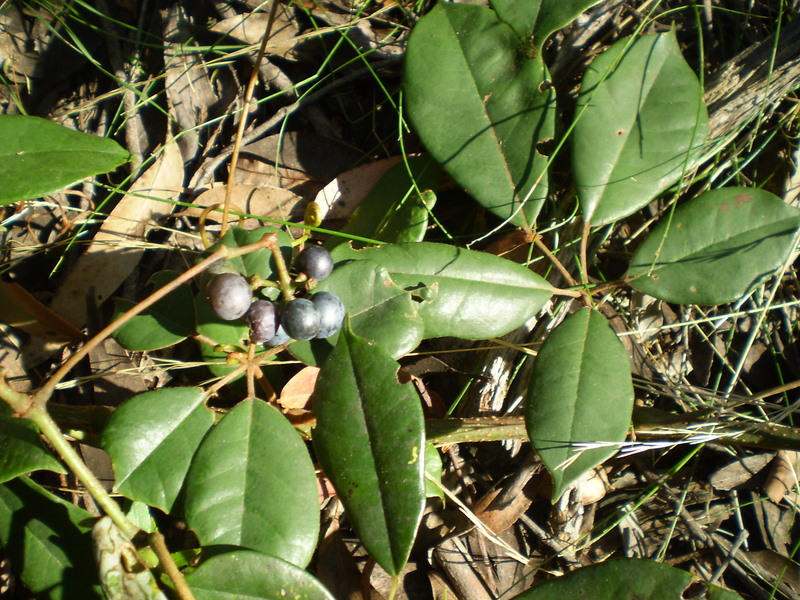
Frutos y hojas

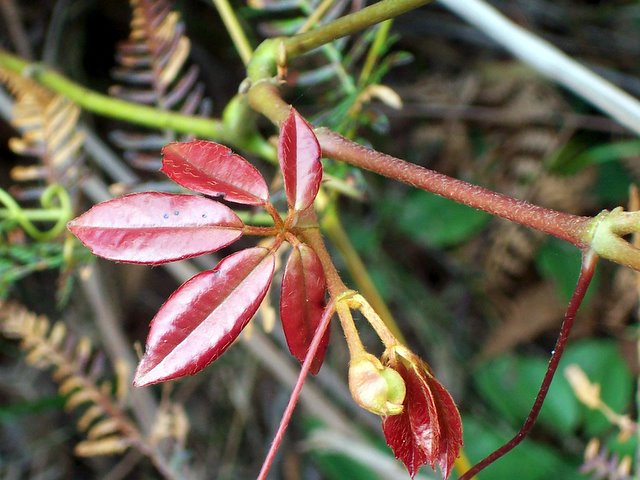
Hojas nuevas de color rojo

## Descripción
Es una planta trepadora leñosa grande con los nuevos crecimientos jóvenes oxidados, y zarcillos con dos brazos. Las hojas palmeadas compuestas; pentafoliadas, elípticas a obovadas u ovadas, de 3-15 cm de largo, y 15-40 mm de ancho, el ápice acuminado, la base obtusa, los márgenes enteros o con pocos dientes (los dientes regularmente solo en las plantas jóvenes), la superficie superior verde y glabra, el envés glauco y pubescente,  pecíolo de 2-4 cm de largo, peciólulos 50-20 mm de largo. Las inflorescencias paniculadas con umbelas terminales de 4-7 cm de largo. Los pétalos de 2-3 mm de largo, de color amarillo. Es fruto es globoso, de 10 mm de diámetro y de color púrpura.

## Hábitat
Se encuentra generalizada y común en los bosques tropicales húmedos, principalmente en los distritos costeros, en el interior del distrito de Rylstone en Nueva Gales del Sur, hasta Queensland. 

## Taxonomía
Cissus hypoglauca fue descrita por A.Gray y publicado en U.S. Expl. Exped., Phan. 1: 272, en el año 1854.
Etimología
Cissus: nombre genérico que deriva del griego κισσος (kissos), que significa "hiedra".
hypoglauca: epíteto latino que significa "poco glauca".
Sinonimia
- Vitis hypoglauca (A.Gray) F.Muell. basónimo[5]
- Cissus australasica F.Muell.
- Nothocissus hypoglauca (A.Gray) Latiff[6]